# Escándalo político de Corea del Sur de 2016

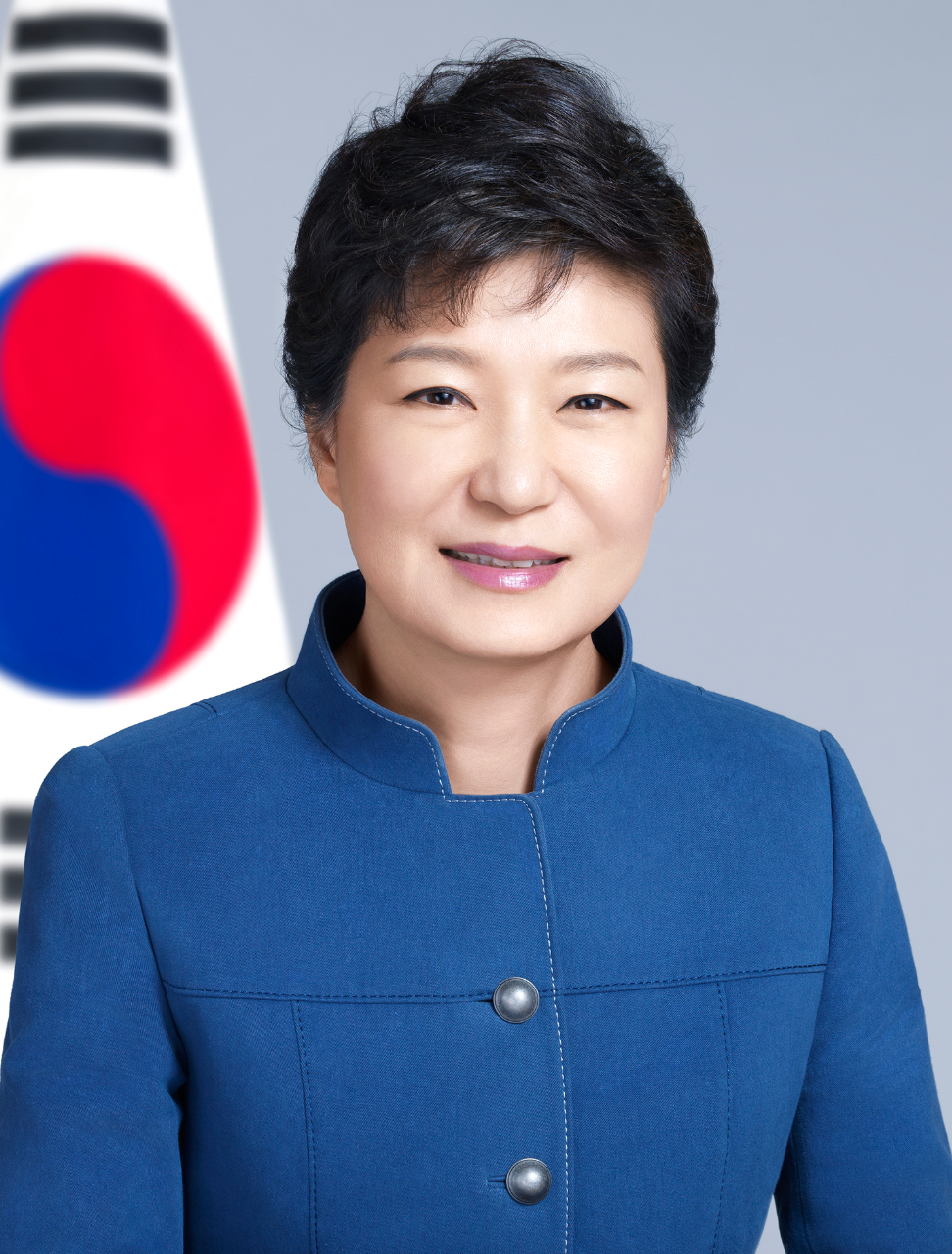
La presidenta Park Geun-hye, protagonista del escándalo.

El escándalo político de Corea del Sur de 2016 (en coreano: 최순실 게이트, 'Caso Choi Soon-sil') fue un escándalo político ocurrido en la República de Corea que fue destapado en octubre de 2016 a raíz del descubrimiento del ordenador personal de Choi Soon-sil. Las fotografías y documentos encontrados en el ordenador relacionaron a la presidenta Park Geun-hye, en el cargo desde 2012, con una elaborada trama de corrupción, tráfico de influencias, abuso de poder, extorsión a grandes empresas y malversación de fondos públicos derivada de la poderosa influencia que Choi Soon-sil ejercía sobre ella. Choi, que no ostenta ningún cargo público, ha sido acusada de haber interferido en asuntos estatales aprovechándose de su proximidad a Park, de haber accedido a información clasificada, de haber manipulado los discursos políticos de Park. La fiscalía surcoreana cree que Choi habría podido obtener cerca de 63 millones de euros de beneficio personal.

## Orígenes del caso
Park Geun-hye y Choi Soon-sil, cuyo nombre legal es Choi Seo-won, se conocieron por primera vez en 1974 y han mantenido una estrecha amistad desde entonces. Tras la muerte de Yuk Young-soo (1925-1974), madre de Park y esposa del entonces dictador Park Chung-hee, en un atentado terrorista perpetrado por un simpatizante del régimen norcoreano, el pastor y ocultista Choi Tae-min se convirtió en una persona próxima a Park. Choi había fundado la Iglesia de la Vida Eterna en 1970, una agrupación sectaria que mezclaba elementos del cristianismo, el budismo y el cheondogyo chamanista coreano. Apenas cinco años más tarde Park Chung-hee también sería asesinado en un acto terrorista, y desde entonces Choi habría actuado durante años como mentor y consejero de Park, estableciendo así una relación cercana entre ambas familias que más tarde continuaría a través de su hija Choi Soon-sil. De acuerdo a información filtrada por WikiLeaks en 2007, la Embajada de los Estados Unidos en Corea había advertido por entonces que Park se encontraba «embrujada» por Choi.

## Reacciones

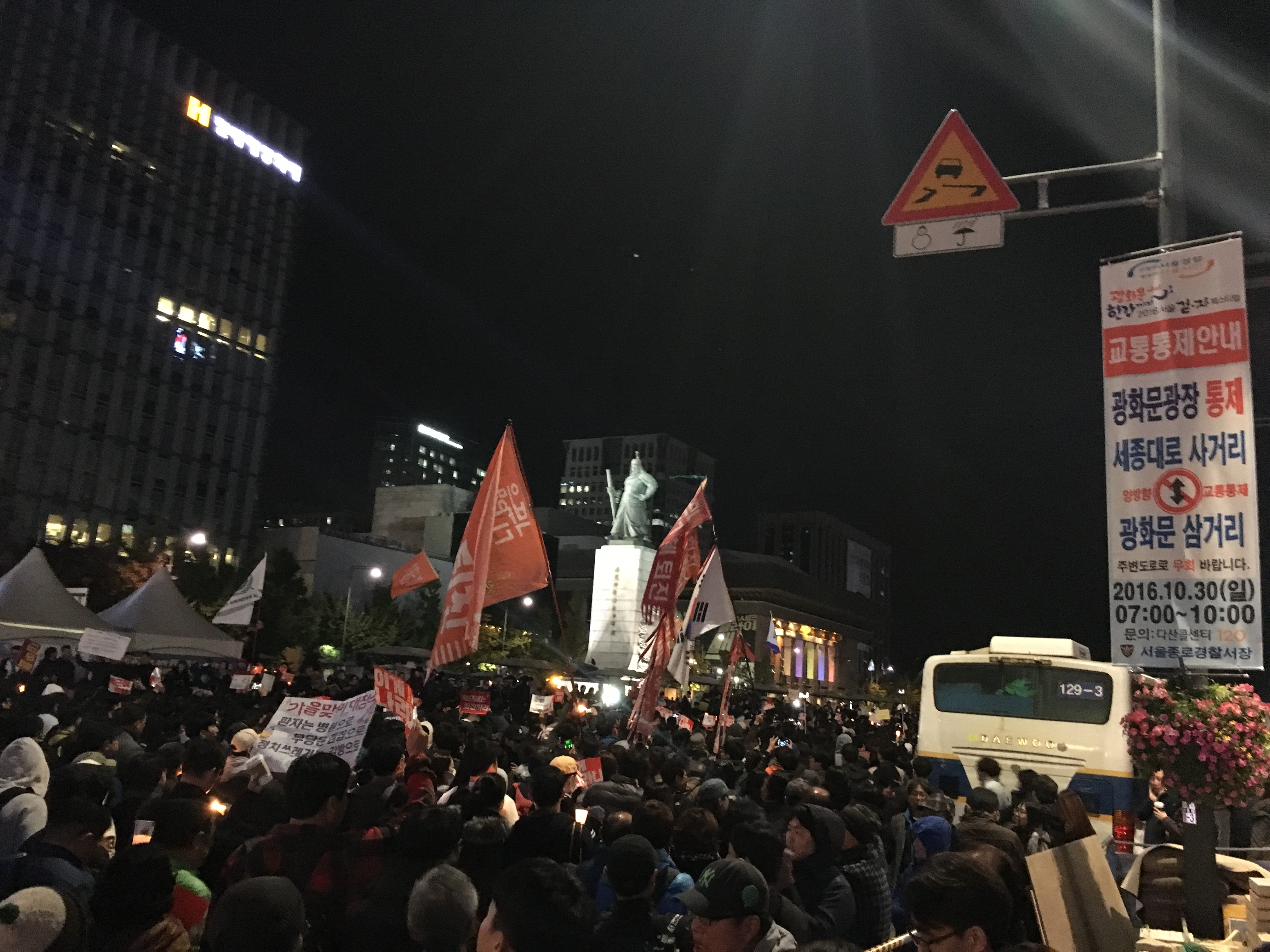
Manifestación por la dimisión de Park el 5 de noviembre en Seúl

Varios medios de comunicación se han referido a este escándalo político como el más grave de toda la historia de Corea del Sur, y Choi ha pasado a ser conocida en la prensa del país como la «Rasputina» coreana.
Varias manifestaciones multitudinarias han tenido lugar en Corea del Sur para pedir la dimisión de Park y de su gabinete, las primeras a finales de octubre. Entre 4.000 y 10.000 personas consiguieron concentrarse frente a la Casa Azul el 1 de noviembre mientras Park pedía disculpas públicamente. El 5 de noviembre decenas de miles de protestantes, menos de 50.000 según la policía y cerca de 200.000 según la organizadora, bloquearon una autopista de varios carriles en Seúl durante horas y se desplegaron hasta 20.000 efectivos de las fuerzas de seguridad como precaución. Otras ciudades también han sido centro de manifestaciones, como Gwangju, Gyeongju, Ulsan e incluso Daegu, considerada un bastión de Park. El periódico Chosun Ilbo, de tendencia conservadora y tradicionalmente partidario de las políticas Park, también ha pedido la dimisión de la presidenta «por su colapso total para gestionar el gobierno». Nam Kyung-pil, gobernador de la Provincia de Gyeonggi y miembro legislador del Partido Saenuri de Park, también ha pedido a la presidenta que abandone todos sus cargos estatales.
El mayor partido de la oposición, el liberal Partido Democrático de Corea, ha advertido a Park que continuarán las protestas a lo largo del país si no presenta su dimisión de inmediato. La presidenta del partido, Choo Mi-ae, aseguró que era hora de que Park obedeciese los deseos del pueblo coreano y abandonase su cargo, además de referirse a Corea como una «teocracia terrorífica» en la que gobiernan dos presidentas. Varios legisladores del Partido Saenuri llevaron a cabo una disculpa pública en la Asamblea Nacional el 4 de noviembre, y se han producido críticas a la gestión de la presidenta dentro del propio partido.
Fuera de Corea, el Caso Choi Soon-sil ha sido comparado con el escándalo de los correos electrónicos de Hillary Clinton previo a las elecciones presidenciales de Estados Unidos de 2016. Los medios de comunicación y de propaganda de Corea del Norte se han hecho igualmente eco de la noticia y han llamado a la dimisión inmediata de Park, a la que se han referido como una líder incompetente de maneras similares a las de su padre, el dictador Park Chung-hee.

## Proceso de destitución de Park Geun-hye
El 3 de diciembre de 2016, los partidos de la oposición surcoreana tomaron la decisión conjunta de introducir una moción para conseguir la destitución de la presidenta Park; la propuesta recibió el apoyo de 171 de los 300 legisladores y, por tanto, pasó a disposición de la Asamblea Nacional.
Finalmente, tras haber obtenido 234 votos de los 200 necesarios para aprobar la moción de censura, la asamblea decidió el 8 de diciembre destituir de manera oficial a Park. Sin embargo, ésta aún puede continuar en el cargo hasta que el Tribunal Constitucional revise el caso y ratifique la destitución, un proceso que podría alargarse hasta medio año. Ese mismo día, el primer ministro Hwang Kyo-ahn asumió de manera excepcional las funciones de la presidenta de forma provisional.